# Cesare Pea
Cesare Pea (1910 - 1985) va ser un arquitecte i dissenyador italià, conegut per la seva contribució a l'arquitectura modernista i al disseny d'interiors.

## Biografia
Cesare Pea va néixer el 1910 i va morir el 1985. Durant la seva carrera, Pea es va destacar per la seva contribució a projectes de gran importància, especialment en el sector dels muntatges i el disseny d'interiors.

## Carrera
El 1934, Pea, en col·laboració amb Gualtiero Galmanini i Angelo Bianchetti, va guanyar el tercer premi als Littoriali di Architettura de Florència amb un projecte modernista per a una Casa de l'Estudiant a Pàvia. Aquest projecte és considerat un exemple significatiu del seu enfocament innovador i modernista a l'arquitectura.
Bianchetti i Pea van treballar junts en un període particularment fèrtil per a l'arquitectura i el disseny a Milà, participant en fires campionàries, triennali i exposicions internacionals. La seva feina es caracteritzava per un enfocament experimental, elements escenogràfics i una forta component gràfica. La col·laboració amb figures importants del període com Pagano, Bottoni, Nizzoli i Carboni va contribuir a formar la seva identitat com a dissenyadors.

## Obres i Contribucions
Durant la seva carrera, Bianchetti i Pea van realitzar nombrosos projectes, incloent-hi muntatges per a les Fiere Campionarie i les Triennali de Milà. Les empreses amb les quals van col·laborar inclouen Lagomarsino, Montecatini i Snia Viscosa, contribuint de manera significativa al disseny i al muntatge.
Dos textos fonamentals que documenten la seva feina són Esposizioni d'Aloi i Mostrare de Polano, que evidencien la importància i les capacitats dels dos professionals en el context del disseny i el muntatge a Itàlia.